# Mecostethus baichengensis
Mecostethus baichengensis är en insektsart som beskrevs av Ren, Bingzhong, X. Sun och Haitao Wang 2002. Mecostethus baichengensis ingår i släktet Mecostethus och familjen gräshoppor. Inga underarter finns listade i Catalogue of Life.